# Freischütz
Ein Freischütz bzw. Freischütze ist ein Jäger, der durch magische Praktiken oder Freikugeln die Fähigkeit erlangt haben soll, jedes Ziel zu treffen. Volkserzählungen von Freischützen und der Vorwurf, ein solcher zu sein, finden sich seit dem 15. Jahrhundert in Sagen und Hexenprozessakten. Das Freischütz-Motiv ist heute v. a. durch seine künstlerische Verarbeitung in Carl Maria von Webers und Johann Friedrich Kinds Oper Der Freischütz (1821) bekannt.

## Sagen und Hexenprozesse
Freikugeln sind Projektile, mit denen ein Schütze jedes Ziel treffen könne, das er wolle, auch wenn dieses eigentlich zu weit entfernt oder für ihn nicht sichtbar ist oder sogar um die Ecke liegt. Das Gießen von Freikugeln wird häufig als Teufelspakt dargestellt, wird zu bestimmten Nächten durchgeführt (Christnacht, Johannisnacht, Andreasnacht), und benötigt besondere Zutaten (Menschenblut, Tierherzen, Blei von Friedhofskreuzen und Kirchenfenstereinfassungen). In anderen Überlieferungen gewinnt der Freischütze seine übernatürliche Treffsicherheit nicht durch besondere Kugeln, sondern durch den frevelhaften Schuss auf ein Kruzifix, ein Marienbild oder eine gestohlene Hostie (Hostienfrevel). Vielleicht älter ist das Motiv des Bogenschusses gegen den Himmel bzw. auf Sonne oder Mond. Auch das Mitführen von bestimmten Gegenständen, etwa dem getrockneten Finger eines neugeborenen Kindes, solle den Träger zum Freischützen machen. Die ältesten Belege für das Freischützenmotiv stammen aus dem 15. Jahrhundert. Während der Glaube an Freikugeln nur bis zur Einführung der Feuerwaffen im Spätmittelalter zurückreichen kann, könnte die Vorstellung vom sündhaften Schuss auch älter sein: Frühe Quellen sprechen von Bogenschützen. Die Idee vom frevelhaften Schuss in den Himmel könnte sogar vorchristlich sein, die entsprechenden Interpretationen Adalbert Kuhns und der Mythologischen Schule gelten heute allerdings als wissenschaftlich veraltet.
In Erzählungen wird die Frevelsage vom Freischützen oft mit anderen Motiven kombiniert, etwa dem Verblendungsmotiv (das Ziel war etwas anderes als gedacht) oder dem Motiv vom Meisterschuss. Der Freischütz nimmt in Erzählungen immer ein schlechtes Ende und stirbt auf übernatürliche Art und Weise. Nach seinem Tod muss er teilweise als Wiedergänger umgehen, etwa als Wilder Jäger. Während der immer treffsichere Schütze in Sagen weitgehend negativ belegt ist, kann er in Märchen auch als positive Gestalt erscheinen (bspw. Der gelernte Jäger).
Der älteste schriftliche Beleg für den Freischütz-Glauben stammt von 1449 und findet sich in Gerichtsakten aus Basel. Einem Söldner namens Leckertier wurde vorgeworfen, drei Schüsse auf ein Jesusbild abgegeben und mit den so gewonnenen Fähigkeiten mehrere Menschen ermordet zu haben. Der Angeklagte wurde durch Ertränken hingerichtet. Eine weitere frühe Quelle stellt Johannes Lenz’ im Jahr 1500 vollendete Reimchronik des Schwabenkrieges dar. Ein Jude aus Tiengen hatte sich demnach bei der Verteidigung seiner Stadt 1499 als Schütze hervorgetan. Nach ihrem Sieg hängten die eidgenössischen Angreifer ihn zwei Tage lang kopfüber auf, bevor sie ihn schließlich enthaupteten. Während in den früheren Berichten zum Fall noch nicht von Übernatürlichem die Rede ist, wurde bei Lenz im Folgejahr schon eine Freischütz-Sage daraus: Der Jude sei zurecht hingerichtet worden, da er jeden Tag drei treffsichere Schüsse habe abgeben können. Allgemein traf der Freischütz-Vorwurf häufig Juden und andere Menschen, die aus der (christlichen) Gemeinschaft ausgegrenzt waren. Eine wichtige Rolle für die Entwicklung des Freischütz-Motivs spielt seine Besprechung im Hexenhammer (1487). Hier ist von „hexenden Bogenschützen“ die Rede, die an einem Karfreitag drei oder vier Pfeile auf ein Kruzifix schießen und danach jeden Tag ebenso viele Menschen mit Pfeilen oder Kugeln treffsicher töten können, vorausgesetzt, sie haben ihr Opfer zuvor mit eigenen Augen gesehen. Die Beispielgeschichten, die der Hexenhammer anführt, wurden vermutlich aus älterer schriftlicher und mündlicher Überlieferung zusammengetragen. Der Hexenhammer kanonisierte den Freischütz-Glauben und beeinflusste die späteren Schilderungen in der dämonologischen Literatur des 16. Jahrhunderts.

## Künstlerische Rezeption

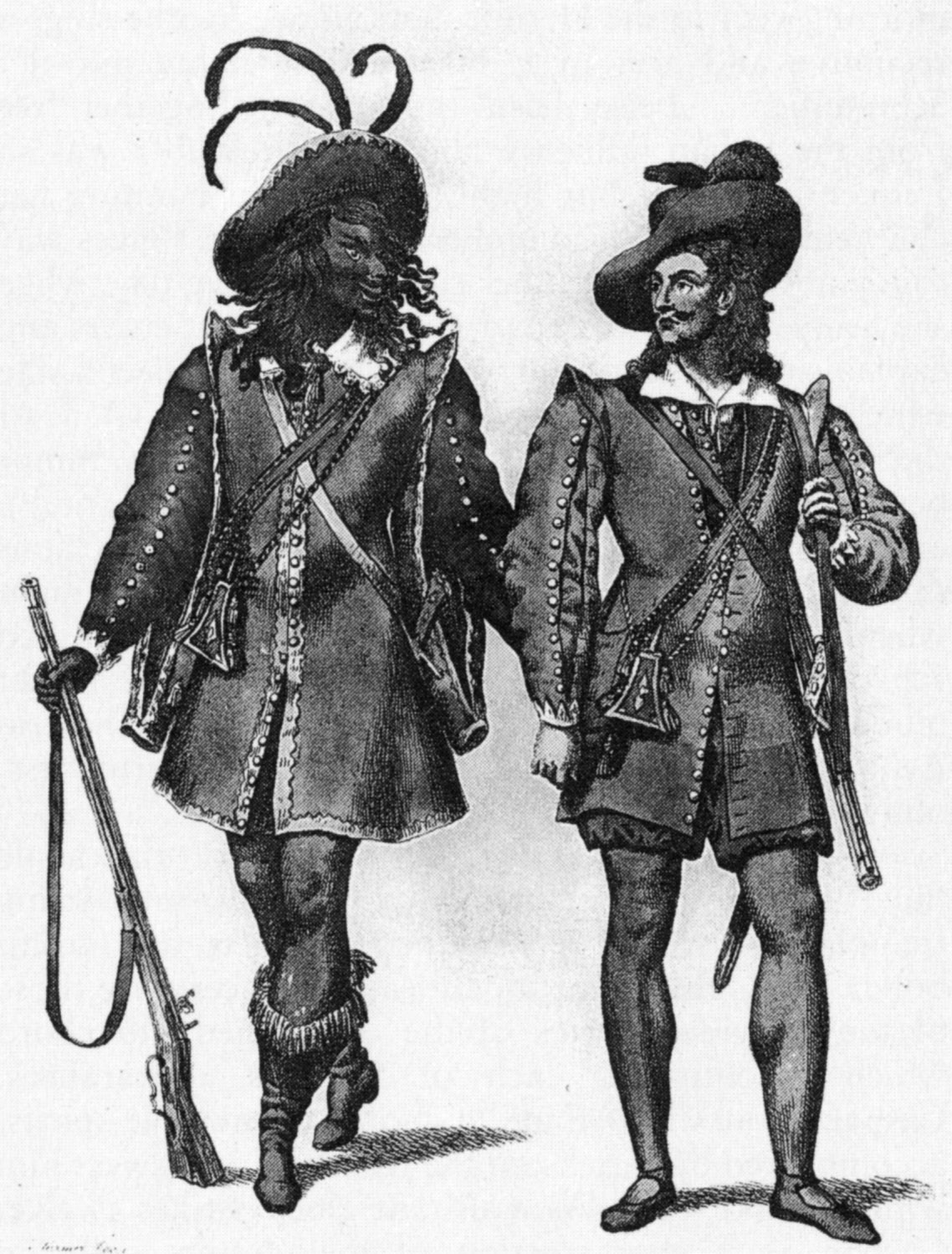
Links der Teufel als schwarzer Jäger Samiel, rechts der Freischütze Kaspar. Kostümentwurf für die Uraufführung der Oper Der Freischütz im Jahr 1821.

Otto von Graben zum Stein veröffentlichte 1730 in seinen Unterredungen von dem Reiche der Geister zwischen Andrenio und Pneumatophilo die erste Erzählung, die einen Freischützen zum Gegenstand hat. Die Geschichte basiert auf einem Gerichtsprozess, der 1710 in Taus gegen einen Schreiber namens G. Schmid geführt wurde. Der 18-Jährige wendet sich an einen zauberkundigen Jäger, mit dem er in der Nacht des Abdonstages (30. Juli) auf einer Wegkreuzung 63 Kugeln gießt, von denen 60 immer treffen sollen. Ihm begegnen dabei verschiedene Erscheinungen und letztlich der Teufel selbst. Der Schreiber bricht danach ohnmächtig zusammen, wird später entdeckt und festgenommen. Die zunächst verhängte Todesstrafe wird aufgrund seiner Jugend allerdings in sechsjährige Haft und Zwangsarbeit umgewandelt.
1810 erschien der erste Band des Gespensterbuchs von August Apel und Friedrich August Schulze, er beginnt mit Apels Geschichte Der Freischütz. Eine Volkssage. Hier wird das Freischütz-Motiv mit einer Brautwerbungsgeschichte verbunden. Die Erzählung handelt vom Amtsschreiber Wilhelm, der die Förstertochter Käthchen nur heiraten darf, wenn er sich durch das Bestehen des traditionellen Probeschusses als würdig erweist, die Försterei zu übernehmen. Wohl durch Verhexung verlässt ihn seine anfängliche Treffsicherheit allerdings, als der Termin näher rückt. Der verzweifelte Wilhelm lässt sich schließlich dazu verführen, nachts auf einer Wegkreuzung 63 Freikugeln zu gießen, von denen drei allerdings dem Teufel gehören. Dabei erlebt er verschiedene Erscheinungen und begegnet am Ende dem Teufel selbst. Bis zum Probeschuss verbraucht er 62 Kugeln, die entscheidende letzte lenkt der Teufel während des Probeschusses um und tötet Käthchen. Wilhelm wird wahnsinnig. Otto von Graben zum Steins Geschichte wird innerhalb von Apels Erzählung auch kurz als Warnung erzählt.
Es folgen Freischützerzählungen in den Deutschen Sagen (1816/18) der Brüder Grimm (Der sichere Schuß, Der herumziehende Jäger) und in E. T. A. Hoffmanns Roman Die Elixiere des Teufels (1815/16).
Auf Anregung Carl Maria von Webers schrieb Johann Friedrich Kind auf Basis von Apels Geschichte ein Libretto, die Oper Der Freischütz mit von Webers Musik wurde am 18. Juni 1821 in Berlin uraufgeführt. Die Geschichte handelt vom Jägerburschen Max, der einen Probeschuss bestehen muss, um Agathe heiraten zu können, die Tochter des Erbförsters Kuno. Da ihm allerdings schon eine Weile kein Treffer mehr gelingt, lässt er sich von Kaspar, einem früheren Mitbewerber um Agathe und die Försterei, dazu überreden, Freikugeln zu gießen. Kaspar geht voraus in die Wolfsschlucht, schließt einen Pakt mit dem Teufel – dem schwarzen Jäger Samiel – und wünscht, dass die letzte der zu gießenden Kugeln Agathe töten solle. Mit Max zusammen und unter unheimlichen Erscheinungen stellt Kaspar schließlich sieben Kugeln her, von denen Max vier erhält. Beim Probeschuss am nächsten Tag lenkt Samiel die letzte Kugel auf Agathe, aber deren weiße Rosen lassen sie abprallen und stattdessen Kaspar töten. Max gesteht seine Tat, und der Fürst will ihn des Landes verweisen, ein Eremit kann die Strafe aber auf ein Probejahr herunterhandeln. Im ursprünglichen Libretto von 1817 starb Agathe noch, und Max wurde wahnsinnig, Weber und Kind übernahmen das glückliche Ende vermutlich aus Franz Xaver von Caspars 1812 erschienener Tragödie Der Freischütz.
Die 1868 uraufgeführte Polka Freikugeln von Johann Strauss (Sohn) spielt ebenfalls auf das Freischütz-Motiv an.
Auch Leo Peruz’ Roman Die dritte Kugel von 1915 arbeitet mit dem Motiv der teuflisch gelenkten Kugeln: Der Graf Grumbach, der im Exil in den Kampf zwischen Cortés und die Azteken hineingezogen wird, kann nach einem Pakt mit dem Teufel eine dringend benötigte Arkebuse stehlen, deren voriger Besitzer aber für ihren Verlust gehenkt werden soll und den Fluch spricht, dass ihre drei letzten Kugeln den König des Diebes, seine Liebste und schließlich ihn selbst töten sollen. Der Fluch scheint sich zu erfüllen, auch wenn durch die erzählerische Verschachtelung unklar bleibt, was genau mit der dritten Kugel passiert.
Das 1990 uraufgeführte Musiktheaterstück The Black Rider basiert ebenfalls auf Apels Geschichte.